# Dreißigstamt
Die Dreißigstämter waren historische königliche Zollstationen des Königreichs Ungarn. Eingeführt wurden die Dreißigstämter unter dem ersten ungarischen König Stephan I. Der Name „Dreißigst“ kam von der ursprünglichen Einhebung vom „dreißigsten Teil“ des Wertes einer Ware als Zollgebühr. Die Zollbeamten erhielten deshalb den Namen „Dreißiger“, Dreißigstbeamter, Oberdreißiger, Dreißigstgegenhandler usw. Die Beamten waren meist ungarische Edelleute, ehemalige ungarische Offiziere oder Söhne bürgerlicher Patrizier.